# Menekülés Absolomból
A Menekülés Absolomból (eredeti cím: No Escape) 1994-ben bemutatott amerikai sci-fi akciófilm Martin Campbell rendezésében. A forgatókönyv Richard Herley brit író The Penal Colony című regénye alapján készült. A film zenéjét Graeme Revell szerezte. A főbb szerepekben Ray Liotta, Lance Henriksen, Stuart Wilson, Kevin Dillon, Michael Lerner és Ernie Hudson látható.
Az Amerikai Egyesült Államokban 1994. április 29-én mutatták be.

## Cselekmény
2022-re a börtönöket profilorientált cégek üzemeltetik, a rabokat anyagi haszonszerzésre felhasználva. John Robbins, a magasan képzett egykori tengerészgyalogost életfogytiglani börtönbüntetésre ítélték, miután megölte az ártatlan civilek lemészárlására parancsot kiadó felettesét. Robbins több börtönből is megszökött, így a legszigorúbban őrzött fegyintézetbe kerül. Cellatársától tudomást szerez egy Absolom nevű sziget létezéséről, ahová a legveszedelmesebb rabokat száműzik. A börtönigazgató – szembesülve Robbins veszélyességével – a volt katonát is a szigetre küldi.
A szigeten Robbins a „kintiek” névre hallgató kannibál rabok fogságába esik, akiket a szociopata Walter Marek vezet. Marek küzdelemre kényszeríti Robbinst és lenyűgözik az újonnan érkezett fogoly harci képességei, ezért szívesen bevenné a bandájába. Robbins azonban ellene fordul, ellopja a rakétavetőjét és elmenekül a táborból. Egy magas szikla szélén csapdába esik, rálőnek és a mélybe zuhan. A folyóba zuhanást túlélve a „bentiek” nevű csapat fogadja be.
A kintiekhez képest civilizált, szabályok szerint élő csoportot egy Atya névre hallgató, halálos beteg férfi vezeti. Robbins megismerkedik Atyával, a biztonsági főnök Hawkinsszal, a szintén újonc és hipochonder Kinggel, valamint a fiatal és naiv Casey-vel. Megtudja, hogy a kintiek létszámfölényben vannak és idáig egyedül neki sikerült elmenekülnie azok táborában. A kintiek újabb támadásának visszaverése közben Atya megbizonyosodik Robbins rátermettségéről és szeretné, ha csatlakozna hozzájuk. Robbins azonban el akarja hagyni a szigetet. Ám azt több száz kilométernyi tenger választja el a legközelebbi szárazföldtől, a nyílt vízen pedig felfegyverzett hajókkal és műholdas eszközökkel őrködnek.
A bentiek titokban felépítettek egy hajót, mely rejtve marad a megfigyelő műszerek számára. Közvetlenül a vízreszállás után mégis helikopterek támadnak rá és semmisítik meg fegyvereikkel, ezért Atya gyanakodni kezd, hogy áruló van közöttük. Robbins megtudja, új hajó épül és helyet akar kapni a fedélzeten. A járműhöz viszont hiányzik egy fontos alkatrész, amit csak Marek táborából lehet megszerezni. Robbins vállalja, hogy ellopja, cserébe a feljutásért a hajóra. Casey titokban követi őt, de csapdába esik és Robbins is lebukik. A két férfit élethalálharcra kényszerítik, Casey önfeláldozó módon felnyársalja magát harc közben. Robbins a bentiek egy kémjének segítségével elkerüli a kivégzését és ismét megszökik a táborból.
Mivel tudomása van Marek közelgő támadásáról, Robbins tervet eszel ki: ráveszi a bentieket, hagyják el táborukat és állítsanak fel csapdákat. Atya szeretné, ha halála után Robbins venné át a helyét, de ő elutasítja: el kell hagynia a szigetet annak érdekében, hogy a világ értesüljön róla, miért börtönözték be és mi zajlik a szigeten. Robbins a lopott rakétavetővel végez a támadók többségével, a börtönigazgató pedig a műholdas megfigyelésen keresztül észleli a robbanásokat és helikopterrel a helyszínre siet.
Atya életét veszti, miközben megmenti Robbinst Marektől. Robbins leszámol az ellenséges vezérrel, de rájön, hogy az új hajót megsemmisítették és King megölte a mérnököt. A férfi bevallja, szabadulásáért cserébe mindvégig a börtönigazgatónak kémkedett. Robbins arra kényszeríti az árulót, hogy új koordinátákat adjon meg az igazgatónak a landoláshoz, majd azt hazudja Hawkinsnak, Atya őt akarta kinevezni utódjául. Robbins társaival megszerzi a helikoptert, az igazgatót és Kinget pedig a szigeten hagyják, ahol a kintiek bekerítik őket.

## Szereplők
| Szerep         | Színész           | Magyar hang       |
| -------------- | ----------------- | ----------------- |
| J.T. Robbins   | Ray Liotta        | Józsa Imre        |
| Atya           | Lance Henriksen   | Csikos Gábor      |
| Walter Marek   | Stuart Wilson     | Barbinek Péter    |
| Casey          | Kevin Dillon      | Holl Nándor       |
| Stephano       | Kevin J. O’Connor | Sztarenki Pál     |
| Killian        | Don Henderson     | Dobránszky Zoltán |
| Tom King       | Ian McNeice       | Háda János        |
| Dysart         | Jack Shepherd     | Cs. Németh Lajos  |
| Börtönigazgató | Michael Lerner    | Fülöp Zsigmond    |
| Hawkins        | Ernie Hudson      | Vass Gábor        |
| Iceman         | Russell Kiefel    |                   |
| Scab           | Brian M. Logan    |                   |
| Skull          | Cheuk-Fai Chan    |                   |

## Fordítás
- Ez a szócikk részben vagy egészben  a   No Escape (1994 film) című angol Wikipédia-szócikk ezen változatának fordításán alapul.  Az eredeti cikk szerkesztőit annak laptörténete sorolja fel. Ez a jelzés csupán a megfogalmazás eredetét és a szerzői jogokat jelzi, nem szolgál a cikkben szereplő információk forrásmegjelöléseként.